# Schlacht um die Gilbertinseln
Die Schlacht um die Gilbertinseln, auch Operation Galvanic genannt, wurde zwischen den Truppen Japans und der USA im Rahmen des Pazifikkrieges ausgetragen. Sie dauerte vom 20. bis zum 24. November 1943 und endete mit einem Sieg der Amerikaner. Die Eroberung der Gilbertinseln war der erste Schritt in der von Admiral Nimitz bevorzugten Strategie des so genannten „Island Hopping“ (Inselspringen) über die kleinen Atolle Mikronesiens. Eigentlich bestand die Schlacht aus zwei unabhängigen, jedoch gleichzeitig erfolgenden amphibischen Landungen auf den beiden Atollen Makin und Tarawa. Während die Kämpfe auf Makin für die Amerikaner weniger heftig ausfielen, kam es auf Tarawa zu erbitterten Kämpfen zwischen etwa 4.800 japanischen Verteidigern und 18.600 amerikanischen Marineinfanteristen, die auf beiden Seiten hohe Verluste mit sich brachten.
Die Amerikaner wählten zusätzlich das Abemama-Atoll als Ziel für eine Landung aus, da die große Lagune als Nachschubbasis für ihre Pazifikflotte im Vormarsch auf Japan geradezu prädestiniert war. Trotz einer sehr kleinen japanischen Besatzungseinheit von nur 25 Mann benötigten die Marines drei Tage, um das Atoll zu sichern (→ Gefecht um Abemama).

## Vorfeld der Schlacht
Die Inseln und Inselgruppen der ehemaligen britischen Kolonie der Gilbert- und Elliceinseln bilden eine Kette von Atollen, deren höchsten Erhebungen zumeist nur wenige Meter über dem Meeresspiegel liegen. Sie befanden sich zum Zeitpunkt der Schlacht genau zwischen den wichtigen japanischen Stützpunkten auf den Marshallinseln und den Karolinen sowie den amerikanischen Stützpunkten im Süden. Ihre Eroberung war daher unerlässlich für den Plan, nach und nach auf Japan vorzurücken. Der eigentliche Plan sah vor, Tarawa und Nauru, eine Insel etwa 500 km westlich der Gilbertinseln, zu besetzen. Ein Angriff auf den gut befestigten Stützpunkt Nauru jedoch hätte mehr Kapazitäten gefordert, als zu diesem Zeitpunkt verfügbar waren, und so wurde Nauru zugunsten Makins, auf dessen Hauptinsel Butaritari sich ein japanischer Stützpunkt für Wasserflugzeuge befand, aufgegeben.
Den Japanern war die strategische Bedeutung der Inseln bewusst, unter anderem wegen des Erfolgs eines amerikanischen Angriffs auf Makin durch von zwei U-Booten abgesetzte Marineinfanteristen am 17. August 1942. Das Atoll Tarawa mit seinem Militärflugplatz auf der westlichsten Insel Betio wurde zur Festung ausgebaut: So wurde das dort befindliche Flugpersonal schon im September 1942 durch eine Garnison der 6. Yokosuka-Speziallandungskräfte (横須賀第6特別陸戦隊, Yokosuka dai-6 tokubetsu rikusentai) ergänzt, die zur 3. Sonderstützpunktverteidigung (第3特別根拠地隊, dai-3 tokubetsu konkyochitai) wurde. Im Dezember wurde mit dem Ausbau der Verteidigungsstellungen begonnen. Der eigentliche Verteidigungsplan beinhaltete die Unterstützung durch Flugzeuge sowie Kriegsschiffe und U-Boote von den japanischen Basen Rabaul im Bismarck-Archipel und Truk auf den Karolinen. Die tatsächliche Situation im November 1943 ließ dies allerdings nicht zu, da bereits alle verfügbaren Kräfte durch die amerikanischen Operationen im Bismarck-Archipel und den Salomonen gebunden wurden.

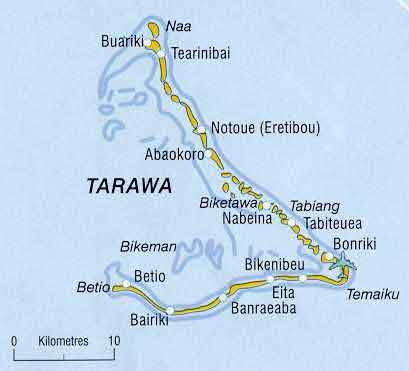
Karte des Atolls Tarawa

So ruhte die gesamte Last der Verteidigung auf den vor Ort stationierten Truppen. Diese waren auf Tarawa:
1122 Mann der 3. Sonderstützpunktverteidigung,
1497 Mann der 7. Sasebo-Marinesonderinfanterie (佐世保第7特別陸戦隊, Sasebo dai-7 tokubetsu rikusentai) – einer Eliteeinheit –,
1247 Mann der 111. Pioniereinheit (第111設営隊, dai-111 setsueitai),
970 Mann (davon mehr als die Hälfte Koreaner) des 4. Flottenpionier-Detachements (第4艦隊設営派遣隊, Dai-4 kantai setsuei hakentai), sowie
30 Mann der 755. Luftgruppe (第755航空隊基地員, dai-755 kōkūtai).
Ihr Defensivplan sah vor, die Landungsboote der Angreifer durch Hindernisse zu Wasser und zu Land sowohl zu verlangsamen als auch in schmale Gassen zu lenken, um sie dem konzentrierten Feuer der Verteidiger auszusetzen. Die Strände selbst waren vermint und durch etwa 500 Maschinengewehrnester rundum abgedeckt, während die Inlandsverteidigungen eher darauf ausgelegt waren, Schutz vor amerikanischen Bombardements zu bieten, als dass aus ihnen heraus ein effektiver Widerstand möglich gewesen wäre.
Die amerikanische Flotte, die im November 1943 vor den Inseln kreuzte, übertraf alle bis dahin üblichen Maßstäbe der Operationen im Pazifik: Sie umfasste 17 Flugzeugträger, 6 Schlachtschiffe, 8 Schwere Kreuzer, 4 Leichte Kreuzer, 66 Zerstörer und 36 Transportschiffe, die sich auf mehrere Verbände verteilten.
Von Norden her näherten sich drei Verbände: Aus der Task Force (TF) 50 die Task Groups 50.1 und 50.2 sowie die Task Force 52 unter Rear Admiral Richmond Kelly Turner, zu denen unter anderem die Flugzeugträger Yorktown, Lexington, Enterprise, Cowpens, Belleau Wood und Monterey gehörten, sowie die Schlachtschiffe North Carolina, South Dakota, Massachusetts, Idaho, Mississippi, New Mexico und Turners Flaggschiff, die Pennsylvania. Dazu kamen die zum Angriff auf Makin bestimmten Truppentransporter und natürlich ein Geleitschutz aus diversen Kreuzern und Zerstörern.
Von Süden aus näherten sich drei weitere große Verbände: Aus der Task Force 50 die Task Groups 50.3 und 50.4, bestehend aus den Flugzeugträgern Bunker Hill, Essex, Independence, Saratoga und Princeton, sowie die TF 53, bestehend aus den Geleitflugzeugträgern Barnes, Suwannee, Chenango, Sangamon und Nassau, zusammen mit den Truppentransportern für den Angriff auf Tarawa und den Schlachtschiffen Maryland, Tennessee und Colorado unter Admiral Raymond A. Spruance, der auf seinem Flaggschiff, dem Schweren Kreuzer Indianapolis, mitfuhr. Mit diesem Kontingent wurde eine außergewöhnliche Feuerkraft aufgefahren, mit dem Ziel einige Inseln zu erobern, deren Gesamtfläche nicht einmal der von Hamburg entsprach.
Der tatsächlichen Schlacht gingen bereits einige Luftangriffe voran, um erstens die feindlichen Verteidigungsanlagen zu schwächen und zweitens durch Angriffe auf die Gilbert- und Marshallinseln den Gegner über die eigenen Absichten zu verwirren.

## Landung auf Tarawa

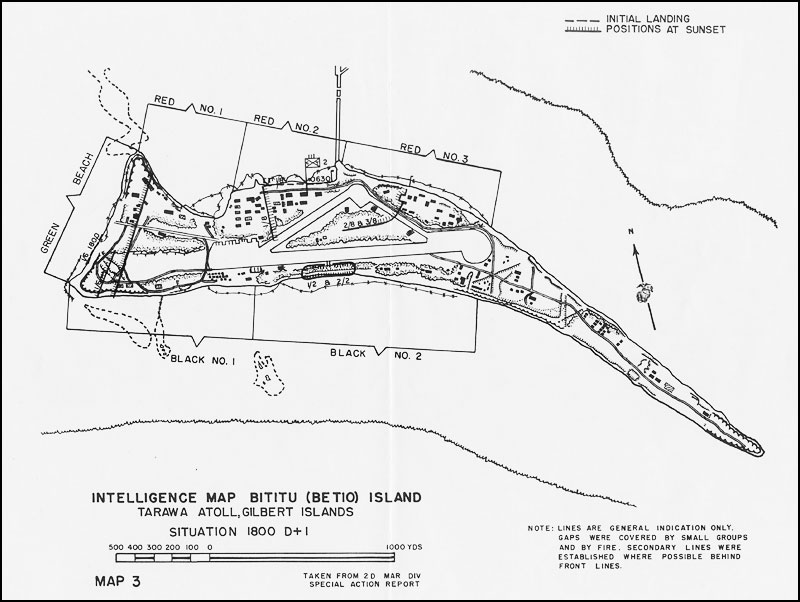
Karte des amerikanischen Angriffplans auf Betio

Um 5.00 Uhr morgens begannen die Feuergefechte zwischen Schiffsartillerie und Küstengeschützen. Eine Dreiviertelstunde später jedoch stellten die Schiffe wie geplant ihr Feuer ein, um den bevorstehenden Luftangriff durch Sturzkampfbomber nicht mit dem aufsteigenden Rauch ihrer Granateinschläge zu behindern, oder gar die eigenen Flugzeuge zu treffen. Ein wenig später als geplant trafen die Bomber ein. Deren Besatzungen mussten feststellen, dass viele der attackierten Stellungen auch nach direkten Volltreffern intakt geblieben waren, ein Ergebnis der langen Bemühungen der Japaner, ihre Stellungen mit dicken Stahlbetonwänden und -decken abzusichern. Nach diesem Angriff schließlich war die Insel komplett von Qualm und Rauch bedeckt und es war beinahe unmöglich geworden, Punktziele wie die kleineren, gut befestigten MG-Stellungen der Japaner anzuvisieren.
Bald merkten die Amerikaner, dass die Landungsboote unrettbar hinter dem Zeitplan lagen: Ein starker Gegenwind machte es ihnen schwer, die verlorene Zeit wieder einzuholen und zum geplanten Zeitpunkt, 8.30 Uhr, den Strand zu erreichen. Die amerikanische Führung sah sich gezwungen, den geschätzten Zeitpunkt der Landung am Strand zunächst um 15 und dann um 30 Minuten zu korrigieren, was jedoch auch weiterhin den Realitäten nicht entsprach.
Als um 8.54 Uhr die Schiffe das Feuer einstellten, um die Landung der eigenen Truppen nicht zu gefährden, begann für diese die härteste Phase der Landung. Es sollte noch mehr als 20 Minuten dauern, bis die ersten Soldaten den Strand betreten konnten. Während dieses Zeitraums blieben die sich nur langsam voranbewegenden Amphibienfahrzeuge und Landungsboote fast ganz ohne eigene Feuerunterstützung und wurden von den verbleibenden japanischen Maschinengewehren und Kanonen unter Beschuss genommen. Weiterhin zeigte sich, dass zu diesem Zeitpunkt das für Atolle typische Korallenriff  wegen der einsetzenden Ebbe an vielen Stellen bereits aus dem Wasser herausragte, was die Landung für die größeren Boote der späteren Angriffswellen erschwerte. So mussten die Soldaten teilweise aus den Booten steigen und die letzten 500 Meter durch das hüfthohe Wasser waten, während sie von den japanischen Stellungen unter Beschuss genommen wurden. Andere wiederum wurden von den zurückkehrenden Amphibienfahrzeugen der ersten Welle aufgenommen und an Land befördert.
So entstand an den drei Strandabschnitten eine chaotische Situation – viele Gruppen wurden versprengt, schlossen sich mit anderen Zügen zusammen, suchten nach ihren Kommandeuren. Andere ertranken in tieferen Stellen unter der Last ihrer Ausrüstung. Als sie schließlich gegen 10.00 Uhr erste Positionen an Land gesichert hatten, stellten die Amerikaner bald fest, dass fast alle Funkgeräte durch Feindbeschuss oder eindringendes Salzwasser unbrauchbar geworden waren.

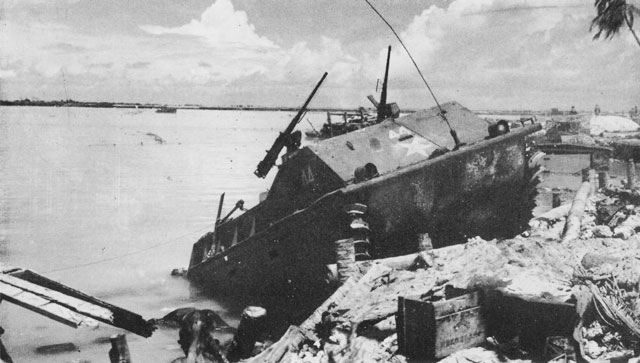
Zerstörter amerikanischer LVT-1-Amphibienpanzer am Strandabschnitt RED 1

Den japanischen Truppen auf Tarawa wiederum waren durch den vorangehenden Beschuss und die Bombardements schwere Schäden entstanden. Fast alle größeren Geschütze waren zerstört worden und deren Mannschaften gefallen. An einigen Strandabschnitten war der amerikanische Vormarsch allerdings fast zum Erliegen gekommen. An Abschnitt RED 1 konnten sich die japanischen Verteidiger erbittert gegen die GIs zur Wehr setzen und diese vom Rest der Landungstruppen abschneiden.
Die Frontlinien verliefen weiterhin in direkter Nähe des Strandes. Die Versuche der Amerikaner, Vorstöße in Richtung des Inneren der Insel zu unternehmen, liefen alle sehr langsam und verlustreich ab. Alle Versorgungslinien zwischen den Schiffen und den Stellungen an Land lagen weiterhin unter Beschuss der Japaner. Bis 11.00 Uhr hatte sich die Anzahl der verfügbaren Amphibienfahrzeuge halbiert. Gegen Mittag schließlich hatte sich der Rauch von der Insel zum Großteil verzogen, sodass man Aufklärungsflüge unternehmen konnte. Der amerikanische Vormarsch schien gestoppt, auf den Stränden fehlte es an jeglicher Deckung, vielerorts lagen ganze Züge von Marines zusammengekauert hinter Palmenstämmen oder in Granattrichtern. Ein effektives Vorgehen gegen den japanischen Widerstand schien nicht möglich, bis es schließlich unter hohen Verlusten gelang, einige Panzer anzulanden, die dann hauptsächlich als mobile MG-Stellungen und Deckung genutzt wurden. So verschob sich die Frontlinie bis Abend fast zur Mitte der Insel hin, wo sich auch die Landebahn des japanischen Flugplatzes befand.
Während der Nacht verlagerten die Japaner einige Stellungen zwischen die Strandabschnitte RED 2 und RED 3, um diese voneinander abzutrennen, was ihnen auch am nächsten Tag für einige Zeit gelang. Doch schon am Vormittag unternahmen die Landungstruppen von RED 1 einen Vorstoß in Richtung Westen der Insel, was bei starker Artillerieunterstützung auch gelang, so dass gegen Abend ein weiterer Trupp beim Strandabschnitt GREEN landen konnte. Die Kämpfe bei RED 2 und RED 3 im Norden gingen währenddessen mit unverminderter Härte weiter. Bis zum Abend gelang dort nur ein kleinerer Vorstoß in Richtung des Flugfelds.
Am Abend des 21. November stellte sich die Situation weiterhin offen dar. Die Amerikaner hatten es nicht geschafft, eine geschlossene Frontlinie zu bilden, zwischen den nordwestlichen Abschnitten RED 1 und GREEN und den nördlichen Truppen RED 2 und 3 klaffte eine große Lücke, und die Linie zwischen RED 2 und 3 war ebenfalls alles andere als geschlossen.
Dies sollte sich im Verlauf des 22. Novembers ändern, als es den Amerikanern gelang, weitere Truppen sowie Artillerie und Panzer auf die Insel zu bringen. Trotz heftigem Beschuss konnten die Amerikaner ihre Reihen schließen und anschließend weiter vorrücken. Die im Westen der Insel gelandeten Truppen stießen in Richtung Südosten vor, um die feindlichen Stellungen zwischen den Positionen von RED 1 und RED 2 außer Gefecht zu setzen. Die Japaner sahen sich nun zusehends in die Enge gedrängt, denn nur noch wenige Stellungen im Zentrum und der äußerste Osten der Insel waren ihnen geblieben. Gerade im Osten war die Bedrohung durch amerikanische Schiffsartillerie akut. Darum versuchten die Japaner gegen Abend in mehreren Unternehmungen mit nur jeweils etwa 50 Mann die Position der amerikanischen Stellungen aufzuklären und die Frontlinie zu unterbrechen. Diese Angriffe wurden mit Artillerie und Maschinengewehrfeuer abgewehrt.
Am frühen Morgen des 23. Novembers erfolgte schließlich ein letzter Gegenangriff durch etwa 300 japanische Soldaten, der ebenfalls durch kombiniertes Land- und Schiffsartilleriefeuer abgewehrt wurde. Dies kostete einen Großteil der Angreifer das Leben. Somit war der organisierte Widerstand auf Betio gebrochen. Bei der Ausräumung der verbleibenden Stellungen und bei Überfällen durch versprengte japanische Truppen ereigneten sich in der folgenden Nacht nur noch kleinere Gefechte.
Die Kämpfe auf Tarawa hatten fast allen der 4600 Verteidiger das Leben gekostet; nur 17 Japaner und 129 koreanische Arbeiter, die meisten von ihnen verwundet, ergaben sich den amerikanischen Truppen. Auch auf amerikanischer Seite waren hohe Verluste zu vermelden. Fast 900 Tote und 2400 Verwundete waren zu beklagen.

## Landung auf Makin

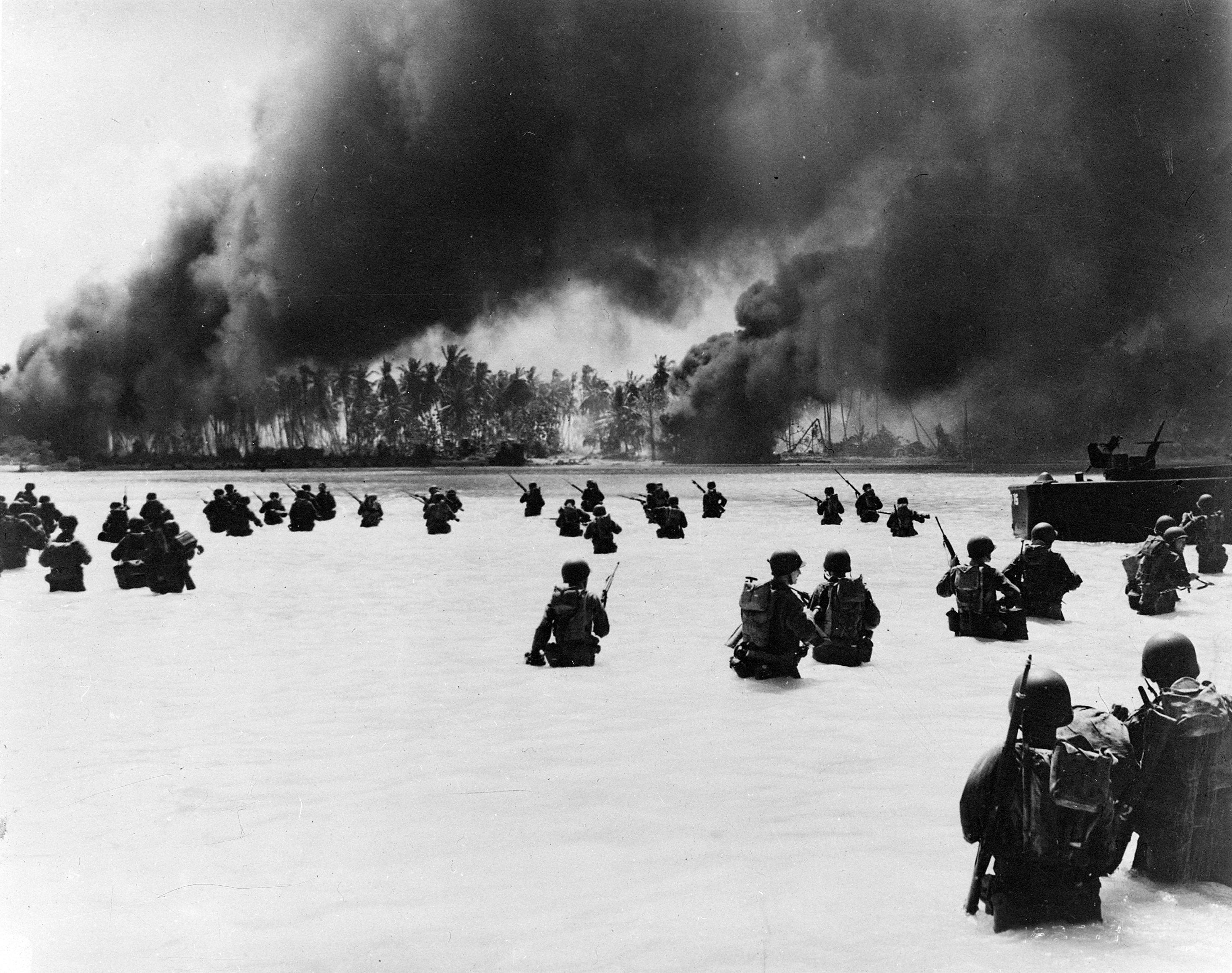
Soldaten des 165. US-Infanterieregiments gehen auf Butaritari an Land

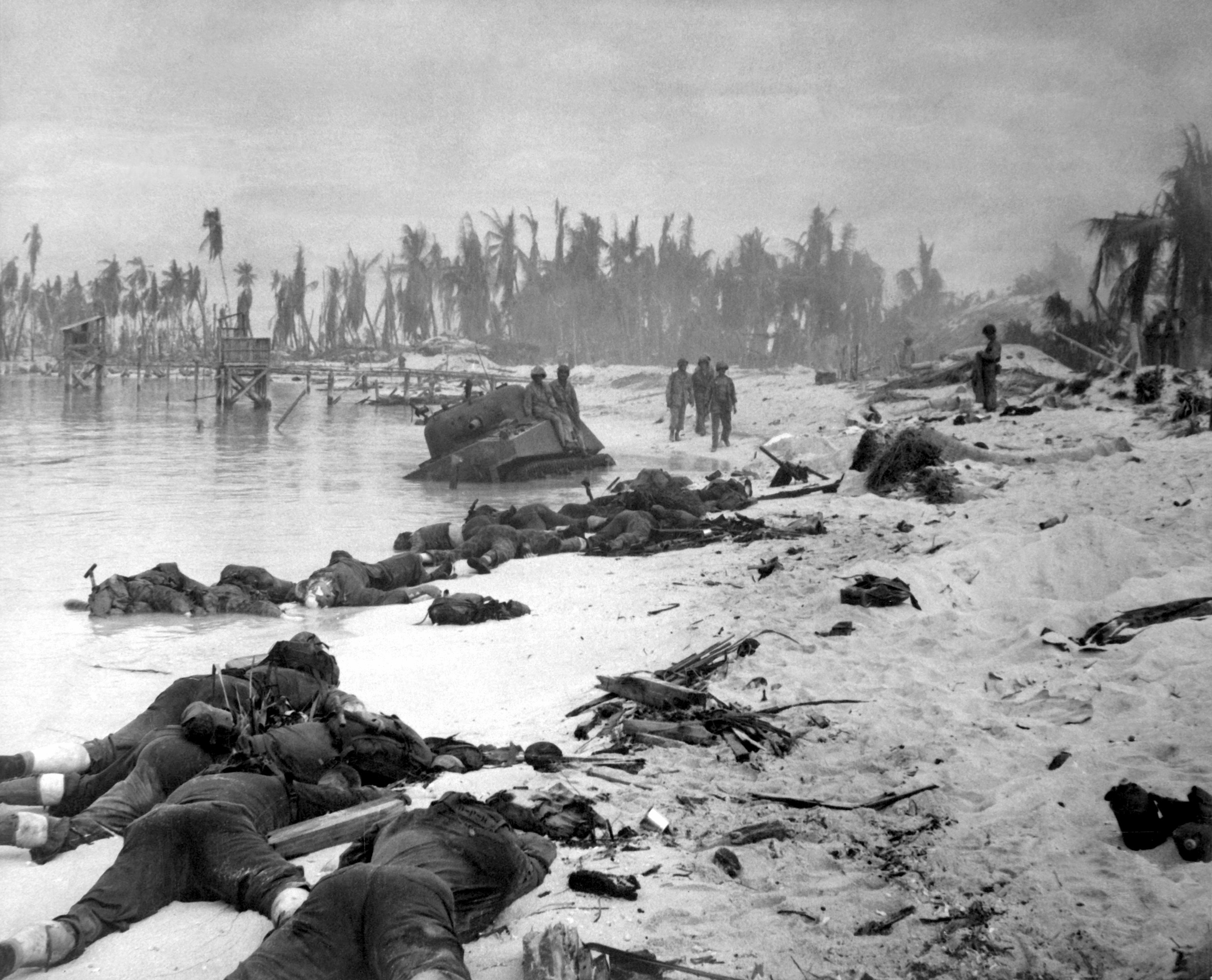
Gefallene US-Marines

Auch dem Angriff auf die größte Insel des Makin-Atolls, Butaritari, gingen Vorbereitungsbombardements durch die amerikanische Flotte und Flugzeuge voran. Der Plan war, die Landung auf Makin genau zeitgleich mit der auf Tarawa erfolgen zu lassen, so dass um 8:30 morgens die ersten Landungstruppen (die auf Makin aus Soldaten der US Army bestanden) den westlichen Strand der Insel (RED 1 und RED 2) betreten würden. Das Bombardement der Insel erwies sich als effektiv, so dass den Landungstruppen weniger Widerstand durch die japanischen Verteidiger als vielmehr durch das natürliche Gelände entgegengesetzt wurde, das sich als steinig und unwegsam erwies. Besonders der Strandabschnitt RED 1 mit seinem hochaufragenden Korallenriff und dem durchweg aus kleinen Felsbrocken bestehenden Untergrund bewirkte, dass die Soldaten hinter dem Zeitplan zurückblieben.
Dies war jedoch das größte Problem, da feindlicher Widerstand am Strand so gut wie ausblieb und tatsächlich am Strandabschnitt RED 1 kein einziger Gefallener zu beklagen war. Die Anlandung schwereren Materials erwies sich zwar als anstrengend, konnte aber von den Truppen bewerkstelligt werden, indem man am Strand einige Gassen freiräumte. So wurden die Landungstruppen im Laufe des Tages durch Panzer, Artilleriekanonen und Mörser verstärkt. Noch am Vormittag hatte ein Teil des Kontingent von RED 1 einen Vorstoß in Richtung Norden ohne solche Unterstützung unternommen, um die sumpfige Halbinsel von Flink Point abzusichern. Auch hier trafen sie auf nur minimalen Widerstand. Nur vereinzelte, schlecht gezielte Gewehrschüsse fielen in Richtung der Amerikaner.
Auch im Süden konnten die Landungstruppen schnell ihre Positionen erweitern: Bis 11 Uhr hatte der Trupp Rita Lake, einen kleinen Tümpel etwa einen Kilometer im Inneren der Insel gelegen, erreicht, sowie den Süden mit dem dort gelegenen Dorf abgesichert. Die meisten der auf ihren Karten verzeichneten japanischen Stellungen hatten sich bis dahin als Attrappen oder als verlassen herausgestellt. Nur einige Einheimische waren zurückgeblieben, denen von den Japanern seit einigen Tagen die Nahrung vorenthalten worden war. Die Amerikaner sorgten für ihre Verpflegung und schafften sie für die Dauer der Gefechte in einen ungefährdeten Bereich im Norden der Insel, wo sie unter Bewachung durch Militärpolizei verblieben.
Weiter im Inneren der Insel jedoch schlug den Amerikanern zum ersten Mal ernstzunehmender Widerstand entgegen. Auch die Landungsoperation am dritten Strandabschnitt im Zentrum der Insel (YELLOW) wurde von japanischen Maschinengewehren unter Beschuss genommen, was einige Verluste an Soldaten und Material mit sich brachte. Ähnlich wie auf Tarawa wurde den Truppen bald klar, dass mit den Booten der zweiten und dritten Wellen kein Durchkommen durch das Korallenriff möglich war, welches stellenweise fast einen halben Meter aus dem Wasser herausragte. So fanden sich die Soldaten bald in der Lage, aus den Booten aussteigen und die letzten 300 Meter unter Feindbeschuss durch das flache Wasser waten zu müssen – eine Situation, mit der kaum einer der Infanteristen gerechnet hatte, nachdem die Meldungen vom schnellen, fast problemlosen Erfolg der vorangegangenen Landungen im Westen bei ihnen eingegangen waren. Mehrere Maschinengewehrstellungen in der Umgebung der Anlegeplätze der Insel und auch Küstengeschütze nahmen die anlandenden GIs unter Beschuss. Schließlich gelang es jedoch den bereits gelandeten Männern der ersten Welle, unterstützt durch Schiffe und Flugzeuge, einen Großteil dieser japanischen Stellungen auszuschalten. Bis Mittag waren schließlich die Amerikaner quer durch die japanischen Baracken bis zur südlichen Küste der Insel vorgedrungen und hatten einige Gefangene gemacht, allesamt koreanische Arbeiter.
Der Plan war nun, die Panzersperre im Westen einzunehmen, indem die Truppen von RED 1 und RED 2 diese von Westen her angriffen, und die Truppen vom Strandabschnitt YELLOW von Osten her vorrückten. Dabei wurde der Vormarsch von Osten her immer wieder durch eine Vielzahl von Heckenschützen aufgehalten. Schließlich wurde der Befehl ausgegeben, auf alle verdächtig aussehenden Bäume schon im Vorfeld zu schießen, bevor überhaupt ersichtlich war, dass sich darauf ein Japaner befand. Auch amerikanische Panzer leisteten dabei ihren Beitrag. Gegen Nachmittag schließlich befand sich der Trupp YELLOW noch etwa 400 Meter von der Panzersperre entfernt, wo er auf einige unterirdische Stellungen der Japaner traf. Um diese auszuräumen, griff man schließlich (nachdem sich auch direkter Beschuss durch die Kanonen der Panzer als wirkungslos erwiesen hatte) auf die Taktik zurück, eine Reihe von Handgranaten in den Eingang zu werfen und nach deren Explosion eventuelle Überlebende mit Bajonetten zu töten.
Auch von Westen her rückten die Amerikaner mit Infanterie und Panzern beständig vor und trafen nur auf leichten Widerstand, hauptsächlich von Heckenschützen, bis ihnen schließlich etwa 200 Meter vor der Panzersperre heftiges Maschinengewehrfeuer entgegenschlug. Da sich die amerikanischen Truppen hier nur wenige hundert Meter gegenüberlagen, wurde von der Verwendung schwererer Waffen abgesehen, um keine unnötigen Verluste durch „Friendly Fire“ zu provozieren, und die Maschinengewehrstellung schließlich durch einen kleinen Trupp im Nahkampf erobert.
Somit waren der Westen und das Zentrum der Insel fast vollständig in amerikanischer Hand; nur eine kleine Widerstand leistende Stellung im Norden der Panzersperre war bis Einbruch der Dunkelheit verblieben und im Osten waren die Truppen von Strandabschnitt YELLOW im unwegsamen Gelände auf Gegenwehr gestoßen.
Bei Einbruch der Nacht wurde ein Befehl ausgegeben, der Redeverbot erteilte, um dem Gegner keine Anhaltspunkte auf die eigene Position zu liefern. So wurden dann auch mehrere nächtliche Angriffe der Japaner vereitelt, die sich in Richtung der Amerikaner schlichen, um mit englischen Sätzen wie „Medics! Medics! Send a medic out here!“ die Amerikaner aus der Reserve zu locken, damit sie ein Ziel bieten würden. Diese nächtlichen Angriffe zeigten durchaus ihre Wirkung auf die Psyche der Amerikaner, so dass am frühen Morgen mehrere Trupps von GIs nur unter großer Anstrengung durch ihre Offiziere davon abzubringen waren, völlig leere Baumgruppen und Büsche unter schwersten Beschuss zu nehmen, nachdem ein einzelner Soldat panisch die Überzeugung geäußert hatte, in der Gegend befänden sich Japaner.
Im Verlauf des 21. Novembers jedoch gelang es den Amerikanern mit Unterstützung durch Flugzeuge und Schiffsartillerie, den Widerstand im Osten zu brechen und bis in Sichtweite der östlichen Panzersperre vorzurücken. Dabei wurden erneut einige Maschinengewehrstellungen und unterirdische Befestigungen eingenommen sowie japanische Kommando- und Kommunikationsposten, wo sich auch einige Dokumente befanden, die halfen, die Stärke der japanischen Truppen in der Gegend besser einzuschätzen. Während der Nacht erfolgten wiederum einige Überfälle durch versprengte Japaner, doch diesmal wussten sich die GIs zu helfen und bauten „Frühwarnsysteme“, bestehend aus gespanntem Draht und leeren Büchsen, um ihre Lager herum. Mehrere Angriffe wurden so mithilfe von Handgranaten abgewehrt.
Am 22. November schließlich schien der japanische Widerstand endgültig zu brechen: Die östliche Panzersperre wurde erst starkem Beschuss durch Artillerie und Flugzeuge ausgesetzt und schließlich unter kaum vorhandenen Widerstand eingenommen. Nur noch der schmale östlichste Teil der Insel war den Japanern verblieben. Bei den Amerikanern machte sich Zuversicht breit.
Doch auch auf Butaritari organisierten die Japaner einen letzten Gegenangriff, an dem alle verbleibenden Kräfte teilnahmen. So wurden die GIs im Verlauf der Nacht zum 23. November noch einmal in schwere Kämpfe verwickelt. Im Schutze der Dunkelheit schlichen sich die verbleibenden, zumeist angetrunkenen japanischen Soldaten an die amerikanischen Stellungen heran. Sie verwickelten diese in Nahkämpfe, wurden dabei von ihren verbleibenden Maschinengewehren und Mörsern unterstützt, konnten damit aber den Amerikanern nur einige wenige Verluste beibringen. Den Berichten amerikanischer Soldaten zufolge waren in dieser Sake-Nacht auf Seiten der japanischen Truppen tatsächlich Szenen zu beobachten oder vor allem mitanzuhören, die den Eindruck erweckten, die Japaner wollten lieber einer Alkoholvergiftung als einer amerikanischen Kugel erliegen. Am nächsten Tag schließlich wurde der Rest der Insel bei geringem Widerstand eingenommen. Um 10:30 wurde die Insel für vollständig eingenommen erklärt. Nur 3 Japaner und 101 Koreaner ergaben sich schließlich den Eroberern.

## Lehren der Schlacht
Den Amerikanern war gerade durch die verhältnismäßig hohen Verluste auf Tarawa klargeworden, dass Amphibienoperationen auch dieser Größenordnung noch weitaus mehr Vorbereitung durch Schiffsartillerie verlangten. War der Flottenverband, der am Angriff auf die Gilbertinseln beteiligt war, auch der größte bis dahin zusammengestellte, so verblasst er doch gegen die späteren Verbände, die zum Beispiel an den Angriffen auf die Marshallinseln und den Bismarck-Archipel beteiligt waren. Auch die Ausrüstung der Landungstruppen wurde für spätere Operationen in vermehrtem Maße wasserdicht gemacht sowie die Verwendung der auf den Korallenriffen erfolgreicheren Amphibienfahrzeuge ausgeweitet.